# 公立学校共済組合近畿中央病院
公立学校共済組合近畿中央病院（こうりつがっこうきょうさいくみあいきんきちゅうおうびょういん）は、兵庫県伊丹市車塚にある公立学校共済組合の病院である。
病院の理念は、「職域と地域に応える信頼の医療」。

## 市立伊丹病院との統合
2026年8月に、市立伊丹病院と統合され、伊丹市昆陽池1丁目に移転する予定である。

## 診療科等
- 診療部門
  - 内科系
    - 呼吸器内科
    - 循環器内科
    - 消化器内科
    - 代謝内分泌科
    - 免疫内科
    - 神経内科
    - 心療内科
    - 小児科

  - 外科系
    - 外科
    - 整形外科
    - 口腔外科
    - 産婦人科
    - 眼科
    - 耳鼻咽喉科
    - 皮膚科
    - 泌尿器科

  - 放射線科
  - 麻酔科
- 中央診療部門
  - 内視鏡センター
  - 健康管理センター
  - 外来化学療法室
  - リハビリテーション室
  - 臨床検査科
  - 薬剤部
  - 中央手術室
  - 栄養管理室

## アクセス
- 阪急電鉄（神戸本線・伊丹線）塚口駅北口から伊丹市営バス33・34・35・41・61系統で約6分
- 阪急伊丹線伊丹駅から伊丹市営バス33・34系統で約11分（一部伊丹駅 (JR西日本)からもアクセス可能）
ともに「近畿中央病院前」下車すぐ

- 阪急神戸本線武庫之荘駅南口から阪神バス尼崎市内線43・43-2番で約7分
「近畿中央病院」下車徒歩5分（病院ではタクシー利用を推奨している）

## 関連施設
- 公立学校共済組合東北中央病院
- 公立学校共済組合関東中央病院
- 公立学校共済組合東海中央病院
- 公立学校共済組合北陸中央病院
- 公立学校共済組合中国中央病院
- 公立学校共済組合四国中央病院
- 公立学校共済組合九州中央病院